# Rosolini
Rosolini es una localidad italiana de la provincia de Siracusa, región de Sicilia, con 21.669 habitantes.  Se encuentra ubicada alrededor de 200 km al sureste de Palermo y alrededor de 40 km al suroeste de Siracusa.

Ubicación de la ciudad de Rosolini dentro de la provincia de Siracusa.

## Evolución demográfica
| Gráfica de evolución demográfica de Rosolini entre 1861 y 2001 |
|                                                                |
| Fuente ISTAT - elaboración gráfica de Wikipedia                |